# Кухня (финансы)
Кухня — в брокерском жаргоне обозначение ситуации, когда заявки клиентов на проведение сделок удовлетворяются за счёт встречных заявок других клиентов того же брокера или самим брокером. При этом не возникает необходимости проведения «внешних» сделок. Фактически, это ситуация внутреннего клиринга.
Внутренний клиринг позволяет существенно повысить скорость и снизить себестоимость проведения операций. Например, внутренний клиринг позволяет брокеру открывать клиентам маржинальные счета и предоставлять услугу коротких продаж без необходимости держать большие резервы в разных активах для кредитования клиентов. Это позволяет уменьшить для клиента размер комиссионных брокеру (банку, регистратору) при сохранении общего уровня прибыльности операций. Снижение комиссионных выплат привлекает дополнительное количество клиентов.
Внутренний клиринг за счёт встречных заявок наиболее распространён на розничных внебиржевых сегментах фондового и валютного рынков, а также при осуществлении расчётов с использованием пластиковых карточек.
В случае, если у брокера нет встречной заявки, он должен либо осуществить сделку с внешним контрагентом (чаще всего с другим брокером) либо самостоятельно выступить противоположной стороной в сделке и принять на себя рыночный риск. Замыкая сделки на себя, брокер может не проводить вообще балансирующих операций. Фактически, он начинает лишь изменять состояние баланса клиента.
Но в такой ситуации сразу возникает конфликт интересов — прибыль клиента оборачивается убытком для брокера, а убыток клиента — прибылью брокера. Единственной гарантией отсутствия такого конфликта интересов является проведение всех контрактов через биржу, что исключит необходимость для брокера выступать одной из сторон сделки. Но биржевая регистрация ведёт к увеличению накладных расходов, к ограничению номенклатуры и уменьшению объёмов операций. Кроме того, работа с некоторыми активами всегда происходит вне биржи. Например, международный валютный рынок по своей природе является внебиржевым. Часть форекс-брокеров работает именно по этой схеме.

## Юридическая ответственность
Данная схема законодательно запрещена в ряде стран. Она может считаться мошенничеством и быть уголовно наказуема, прежде всего относительно тех активов, которые торгуются на биржевых площадках. Есть мнение, что законодательные запреты на многие формы внутреннего клиринга, введённые ещё в начале 20-го века, устарели и должны быть отменены.